# Miro Jaroš
Miro Jaroš (* 14. března 1978, Žilina) je slovenský zpěvák.

## Ze života
Dětství prožil v Tepličce nad Váhom. Po skončení střední školy odešel do Anglie, kde více než dva roky pracoval a učil se angličtinu. Po návratu na Slovensko založil hudební projekt On the way, později chlapeckou kapelu R.A.Y.S. Nahrávky se sice hrály v lokálních rádiích, nezaujaly však vydavatelství.
V roce 2001 odešel do Izraele s cílem vydělat si na vlastní album. Čtyři roky prožil v Tel Avivu. Vydělával si příležitostným modelingem a ztvárnil malou roli v izraelském filmu What a wonderful place. Zpíval vokály pro tamní interprety, díky čemuž se seznámil s producentem Gerrit Vlodavskym. Natočili několik demonahrávek s východním feelingem, projekt ale nedokončili, protože zpěvák v roce 2004 opustil Izrael kvůli relaci Slovensko hľadá Superstar. V soutěži skončil šestý. Finalisté soutěže nahráli úspěšný singl „Kým vieš snívať“.
V roce 2005 mu vyšlo debutové album Exoterika, které získalo platinovou desku za prodej více než 10.000 hudebních nosičů. Následující alba Tlaková níž (2008) a Tráva musí rásť (2010) obsahují singly, které se zařadily mezi nejhranější slovenské písně. V roce 2012 vydal zpěvák výběrové album svých největších hitů pod názvem Všetko nejlepšie a rozhodl se pro pauzu ve své kariéře. Otevřel si hudební vydavatelství, pro Dominiku Mirgovou vyprodukoval úspěšné album #Nová a začal spolupracovat s nadací Kvapka nádeje pro kterou napsal písničku Musím mať nádej. Od roku 2013 je také autorem dětských motivačních knížek. Hudebně se Miro vrátil na scénu koncem roku 2014, kdy vydal své páté studiové album s názvem #5 (2014) a také dětské album Pesničky pre (ne)poslušné deti (2014).

## Diskografie
- 2005: Exoterika
- 2008: Tlaková níž - Sony BMG, CD
- 2010: Tráva musí rásť - EMI Czech, CD
- 2012: Všetko najlepšie - EMI Czech, CD
- 2014: Pesničky pre (ne)poslušné deti - Galgan Music, CD
- 2014: #5 - Galgan Music, CD
- 2015: DVD pre (ne)poslušné deti - Galgan Music, CD
- 2016: Pesničky pre (ne)poslušné deti 2 - Galgan Music, CD

### Single
- 2005 – „Yalla Yalla“
- 2005 – „Šamanka“
- 2006 – „Na chvíľu“
- 2006 – „Mishtagea“
- 2006 – „Honolulu Bahamy“
- 2007 – „Tlaková níž“
- 2008 – „Obyčajný“
- 2008 – „Spadla z oblakov“
- 2009 – „Čierne písmená“
- 2009 – „Sny“
- 2009 – „Na dne mora“
- 2010 - „Dole hlavou“
- 2010 - „Tráva“
- 2010 - „Čierny dážď“
- 2011 - „Kým máme seba“
- 2011 - „Nechce sa mi tancovať“
- 2011 - „Na pokraji síl“
- 2012 - „Stopy v snehu“
- 2012 - „Jednu šancu mi daj“
- 2012 - „Štyri ročné obdobia“
- 2013 - „Navždy sám“
- 2014 - „Ako kráľ“
- 2014 - „Nepozerám“

### Eurovize
- 2009 – „Malý hlas“
- 2010 – „Bez siedmeho neba“

### Kompilace
- 2005 Kým vieš snívať - „Boro boro“, „Kým vieš snívať“, „Teraz je ten správny čas“
- 2005 SuperVianoce - 06. „White Christmas“
- 2008 Go Deejay Dance Selection 2008 - 05. „Spadla z oblakov“ (Robert Burian Radio Edit '08)